# Chemisch rekenen
Onder chemisch rekenen wordt in de analytische chemie het rekenkundig bewerken van meetresultaten tot een analytisch zinnig antwoord verstaan. In deze betekenis wordt chemisch rekenen als "vak" (vergelijk het vak "Engels") aangeboden tijdens opleidingen tot laborant en analist.
De term chemisch rekenen doelt meestal specifiek op basisberekeningen rond molaire massa, concentratiegrootheden en stoichiometrie, en wordt niet of amper gebruikt voor alle rekenwerk in de chemie in het algemeen.
Het uiteindelijke antwoord is het antwoord op een analytische vraag. Dat wil zeggen dat het antwoord bij chemisch rekenen een eenheid heeft (niet: 20 maar 20 % of 20 g·L−1).

## Voorbeeld
Voor de bepaling van de massaconcentratie ammonium-ionen zijn verschillende methoden bekend. Bij een groot aantal van deze methoden worden titraties uitgevoerd, zodat de meetwaarden de gebruikte volumes en de concentraties van de gebruikte titrant zijn. Met behulp van in chemisch rekenen aangeleerde technieken worden een aantal chemische begrippen in een rekenkundige vorm weergegeven en vervolgens volgens normale rekenkundige weg uitgerekend. Geprobeerd wordt een zo algemeen mogelijke formulering te vinden voor de berekeningen. Dit heeft als voordeel dat kleine wijzigingen in de uitvoering niet tot een compleet nieuwe berekening aanleiding geven. In het voorschrift is dus sprake van een aantal vastgelegde volumes en concentraties, terwijl in de berekening deze grootheden toch door symbolen worden weergegeven.
Voeg aan 10,00 mL monster 25,00 mL 0,1 mol·L−1 natronloog toe en kook tot vochtig gemaakt rood lakmoespapier dat boven de oplossing gehoeden wordt niet meer blauw kleurt. Voeg dan 15,00 mL 0,1 mol·L−1 zwavelzuur toe. Na afkoelen wordt getitreerd met de eerder gebruikte 0,1 mol·L−1 natronloog op fenolftaleïne of methylrood tot eerste kleurverandering.
In dit voorbeeld zijn de meetsignalen:
- Vopl., het volume van de monsteroplossing in mL
- V(NaOH)1, het volume NaOH in mL dat gebruikt is voorafgaand aan het uitkoken.
- c(NaOH), de werkelijke concentratie NaOH in mol·L−1. In het voorschrift is sprake van een bepaalde concentratie; in de praktijk kan een iets afwijkende (tot 10 %) concentratie gebruikt worden zonder dat de betrouwbaarheid van de meting minder wordt. In de berekening moet daar wel rekening mee gehouden worden.
- V(H2SO4), het gebruikte volume zwavelzuur-oplossing in mL.
- c(H2SO4), de werkelijke concentratie zwavelzuur in mol·L−1, zie c(NaOH).
- V(NaOH)2, het volume natronloog in mL, nodig voor de feitelijke titratie.

De massaconcentratie ammonium (in gram per liter) laat zich vervolgens uitrekenen met:
{\displaystyle \gamma (\mathrm {NH_{4}} ^{+})=M(\mathrm {NH_{4}} ^{+})\times {\frac {\left(V(\mathrm {NaOH} )_{1}+V(\mathrm {NaOH} )_{2}\right)\times c(\mathrm {NaOH} )-2\times V(\mathrm {H_{2}SO_{4}} )\times c(\mathrm {H_{2}SO_{4}} )}{V_{\mathrm {opl} }}}}
Naast de al eerder gebruikte symbolen voor de meetwaarden is M(NH4+) de molaire massa van het ammoniumion.

## Kernbetrekkingen
De formule zoals deze in het voorbeeld opduikt is een uiteindelijke formule. Hierbij zijn een groot aantal kleinere formules met elkaar gecombineerd. Deze kleinere formules zijn vaak definitieformules van een bepaalde grootheid, daarvandaan de naam kernbetrekkingen, toegepast op de concrete situatie. Voorbeelden zijn de concentratie, de stofhoeveelheid en de massafractie. Vaak moeten de kernbetrekkingen herschreven worden tot een vorm die in het concrete geval nodig is. Hiervoor worden de basisbewerkingen (overbrengingsregels) uit de algebra gebruikt.

### Chemische hoeveelheid
Uit de molaire massa (M) en de massa (m) kan de chemische hoeveelheid (n) van een stof B bepaald worden:
{\displaystyle n_{\mathrm {B} }={\frac {m_{\mathrm {B} }}{M_{\mathrm {B} }}}}
De eenheid van de chemische hoeveelheid is mol, of afgeleiden als mmol of µmol. 
Hieruit volgt een betrekking om de massa (m) van een gegeven chemische hoeveelheid van een stof te berekenen:
{\displaystyle m_{\mathrm {B} }=n_{\mathrm {B} }\times M_{\mathrm {B} }}

### Massaconcentratie
De massaconcentratie (het symbool kan γ of ρ zijn; gebruik γ om verwarring met de dichtheid te voorkomen) is de massa (m) van een stof B gedeeld door het volume (V) van de oplossing:
{\displaystyle \gamma _{\mathrm {B} }={\frac {m_{\mathrm {B} }}{V_{\mathrm {opl} }}}}
De eenheid van de massaconcentratie is bijvoorbeeld gram per liter (g/L).

### Hoeveelheidconcentratie
De hoeveelheidconcentratie (c), meestal de concentratie genoemd, is de chemische hoeveelheid (n) van een stof B gedeeld door het volume (V) van de oplossing:
{\displaystyle c_{\mathrm {B} }={\frac {n_{\mathrm {B} }}{V_{\mathrm {opl} }}}}
De concentratie wordt uitgedrukt in mol per liter (mol/L), of vergelijkbare uitdrukkingen als millimol per liter (mmol/L).

### Massafractie
De massafractie (w) van een stof B is de massa (m) ervan gedeeld door de totale massa van het mengsel:
{\displaystyle w_{\mathrm {B} }={\frac {m_{\mathrm {B} }}{m_{\mathrm {tot} }}}}

## Reactievergelijkingen
In het chemisch rekenen nemen reactievergelijkingen een belangrijke plaats in. Als de meting eigenlijk een andere stof meet dan de te bepalen component, dan wordt de relatie tussen de twee stoffen gelegd via reactievergelijkingen. In de reactievergelijking wordt vastgelegd hoeveel deeltjes (mol) van de ene stof met hoeveel deeltjes van de andere stof reageren. In het hier gebruikte voorbeeld is de factor 2 voor het volume van het zwavelzuur uit een reactievergelijking afkomstig.

## Controle
De berekende grootheid heeft een scheikundige betekenis. Dat wil zeggen dat de analist moet controleren of de uitkomst van zijn bepaling waar kán zijn, of de uitkomst voldoet aan de verwachting.